# New York Americans
New York Americans byl profesionální americký klub ledního hokeje, který sídlil v New Yorku. V letech 1925–1941 působil v profesionální soutěži National Hockey League. Své domácí zápasy odehrával v hale Madison Square Garden s kapacitou 15 925 diváků. Klubové barvy byly červená, bílá a modrá.
V roce 1941 se stalo nástupcem klubu mužstvo Brooklyn Americans.

## Nejlepší hráči

### Síň slávy
- Billy Burch
- Charlie Conacher
- Lionel Conacher
- Red Dutton
- Newsy Lalonde
- Chuck Rayner
- Sweeney Schriner
- Bullet Joe Simpson
- Hooley Smith
- Nels Stewart
- Roy Worters
- Busher Jackson

### Kapitáni
- Billy Burch (1925–32)
- Red Dutton (1932–36)
- Sweeney Schriner (1936–39)
- Charlie Conacher (1939–41)
- Tommy Anderson (1941–42)

## Trenéři
- 1925/26 – Tommy Gorman
- 1926/27 – Newsy Lalonde
- 1927/28 – Shorty Green
- 1928/29 – Tommy Gorman
- 1929/30 – Lionel Conacher
- 1930/31 do 1931/32 – Eddie Gerard
- 1932/33 do 1934/35 – Bullet Joe Simpson
- 1935/36 do 1941/42 – Red Dutton

## Umístění v jednotlivých sezonách
Stručný přehled
Zdroj: 
- 1925–1926: National Hockey League
- 1926–1938: National Hockey League (Kanadská divize)
- 1938–1941: National Hockey League

Jednotlivé ročníky
Zdroj: 
Legenda: Z - zápasy, V - výhry, VP - výhry v prodloužení, R - remízy, P - porážky, PP - porážky v prodloužení, VG - vstřelené góly, OG - obdržené góly, +/- - rozdíl skóre, B - body, KPW - Konference Prince z Walesu, CK - Campbellova konference, ZK - Západní konference, VK - Východní konference, fialové podbarvení - reorganizace, změna skupiny či soutěže
| USA / Kanada (1925 – 1941) |                       |        |    |    |    |    |    |    |     |     |     |    |        |             |
| Sezóny                     | Liga                  | Úroveň | Z  | V  | VP | R  | PP | P  | VG  | OG  | +/- | B  | Pozice | Play-off    |
| 1925/26                    | NHL                   | 1      | 36 | 12 | –  | 4  | –  | 20 | 68  | 89  | -21 | 28 | 5.     | Ne          |
| 1926/27                    | NHL (Kanadská divize) | 1      | 44 | 17 | –  | 2  | –  | 25 | 82  | 91  | -9  | 36 | 4.     | Ne          |
| 1927/28                    | NHL (Kanadská divize) | 1      | 44 | 11 | –  | 6  | –  | 27 | 63  | 128 | -65 | 28 | 5.     | Ne          |
| 1928/29                    | NHL (Kanadská divize) | 1      | 44 | 19 | –  | 12 | –  | 13 | 53  | 53  | 0   | 50 | 2.     | Čtvrtfinále |
| 1929/30                    | NHL (Kanadská divize) | 1      | 44 | 14 | –  | 5  | –  | 25 | 113 | 161 | -48 | 33 | 5.     | Ne          |
| 1930/31                    | NHL (Kanadská divize) | 1      | 44 | 18 | –  | 10 | –  | 16 | 76  | 74  | +2  | 46 | 4.     | Ne          |
| 1931/32                    | NHL (Kanadská divize) | 1      | 48 | 16 | –  | 8  | –  | 24 | 95  | 142 | -47 | 40 | 4.     | Ne          |
| 1932/33                    | NHL (Kanadská divize) | 1      | 48 | 15 | –  | 11 | –  | 22 | 91  | 118 | -27 | 41 | 4.     | Ne          |
| 1933/34                    | NHL (Kanadská divize) | 1      | 48 | 15 | –  | 10 | –  | 23 | 104 | 132 | -28 | 40 | 4.     | Ne          |
| 1934/35                    | NHL (Kanadská divize) | 1      | 48 | 12 | –  | 9  | –  | 27 | 100 | 142 | -42 | 33 | 4.     | Ne          |
| 1935/36                    | NHL (Kanadská divize) | 1      | 48 | 16 | –  | 7  | –  | 25 | 109 | 122 | -13 | 39 | 3.     | Semifinále  |
| 1936/37                    | NHL (Kanadská divize) | 1      | 48 | 15 | –  | 4  | –  | 29 | 122 | 161 | -39 | 34 | 4.     | Ne          |
| 1937/38                    | NHL (Kanadská divize) | 1      | 48 | 19 | –  | 11 | –  | 18 | 110 | 111 | -1  | 49 | 2.     | Semifinále  |
| 1938/39                    | NHL                   | 1      | 48 | 17 | –  | 10 | –  | 21 | 119 | 157 | -38 | 44 | 4.     | Čtvrtfinále |
| 1939/40                    | NHL                   | 1      | 48 | 15 | –  | 4  | –  | 29 | 106 | 140 | -34 | 34 | 6.     | Čtvrtfinále |
| 1940/41                    | NHL                   | 1      | 48 | 8  | –  | 11 | –  | 29 | 99  | 186 | -87 | 27 | 7.     | Ne          |